# 24 ur Le Mansa 2011
24 ur Le Mansa 2011 je bila devetinsedemdeseta vzdržljivostna dirka 24 ur Le Mansa. Potekala je 11. in 12. junija 2011 na dirkališču Circuit de la Sarthe v Le Mansu.

## Kvalifikacije
| Poz | Št  | Moštvo                    | Dirkalnik                   | Razred     | Čas      | Zaostanek | Št. m. |
| --- | --- | ------------------------- | --------------------------- | ---------- | -------- | --------- | ------ |
| 1   | 2   | Audi Sport Team Joest     | Audi R18 TDI                | LMP1       | 3:25,738 |           | 1      |
| 2   | 1   | Audi Sport Team Joest     | Audi R18 TDI                | LMP1       | 3:25,799 | +0,061    | 2      |
| 3   | 9   | Team Peugeot Total        | Peugeot 908                 | LMP1       | 3:26,010 | +0,272    | 3      |
| 4   | 8   | Peugeot Sport Total       | Peugeot 908                 | LMP1       | 3:26,156 | +0,418    | 4      |
| 5   | 3   | Audi Sport North America  | Audi R18 TDI                | LMP1       | 3:26,165 | +0,427    | 5      |
| 6   | 7   | Peugeot Sport Total       | Peugeot 908                 | LMP1       | 3:26,272 | +0,534    | 6      |
| 7   | 10  | Team Oreca Matmut         | Peugeot 908 HDi FAP         | LMP1       | 3:30,084 | +4,346    | 7      |
| 8   | 12  | Rebellion Racing          | Lola B10/60-Toyota          | LMP1       | 3:32,883 | +7,145    | 8      |
| 9   | 16  | Pescarolo Team            | Pescarolo 01-Judd           | LMP1       | 3:33,066 | +7,328    | 9      |
| 10  | 13  | Rebellion Racing          | Lola B10/60-Toyota          | LMP1       | 3:34,573 | +8,835    | 10     |
| 11  | 15  | OAK Racing                | OAK Pescarolo 01-Judd       | LMP1       | 3:34,933 | +9,195    | 11     |
| 12  | 22  | Kronos Racing             | Lola-Aston Martin B09/60    | LMP1       | 3:36,551 | +10,813   | 12     |
| 13  | 20  | Quifel-ASM Team           | Zytek 09SC                  | LMP1       | 3:37,393 | +11,655   | 13     |
| 14  | 26  | Signatech Nissan          | Oreca 03-Nissan             | LMP2       | 3:41,458 | +15,720   | 14     |
| 15  | 24  | OAK Racing                | OAK Pescarolo 01-Judd       | LMP1       | 3:41,908 | +16,170   | 15     |
| 16  | 42  | Strakka Racing            | HPD ARX-01d                 | LMP2       | 3:42,615 | +16,877   | 16     |
| 17  | 48  | Team Oreca Matmut         | Oreca 03-Nissan             | LMP2       | 3:43,098 | +17,360   | 17     |
| 18  | 39  | Pecom Racing              | Lola B11/40-Judd BMW        | LMP2       | 3:43,223 | +17,485   | 18     |
| 19  | 49  | OAK Racing                | OAK Pescarolo 01-Judd BMW   | LMP2       | 3:43,479 | +17,741   | 19     |
| 20  | 41  | Greaves Motorsport        | Z11SN-Nissan                | LMP2       | 3:43,802 | +18,064   | 20     |
| 21  | 40  | Race Performance          | Oreca 03-Judd BMW           | LMP2       | 3:44,294 | +18,556   | 21     |
| 22  | 007 | Aston Martin Racing       | Aston Martin AMR-One        | LMP1       | 3:45,918 | +20,180   | 22     |
| 23  | 36  | RML                       | HPD ARX-01d                 | LMP2       | 3:47,308 | +21,570   | 23     |
| 24  | 5   | Hope Racing               | Oreca Swiss HY Tech-Hybrid  | LMP1       | 3:47,691 | +21,953   | 24     |
| 25  | 009 | Aston Martin Racing       | Aston Martin AMR-One        | LMP1       | 3:48,355 | +22,617   | 25     |
| 26  | 44  | Extrême Limite AM Paris   | Norma M200P-Judd BMW        | LMP2       | 3:48,420 | +22,682   | 26     |
| 27  | 35  | OAK Racing                | OAK Pescarolo 01-Judd BMW   | LMP2       | 3:48,665 | +22,927   | 27     |
| 28  | 33  | Level 5 Motorsports       | Lola B08/80-HPD             | LMP2       | 3:48,863 | +23,125   | 28     |
| 29  | 55  | BMW Motorsport            | BMW M3 GT2                  | LM GTE Pro | 3:57,592 | +31,854   | 29     |
| 30  | 51  | AF Corse SRL              | Ferrari 458 Italia GTC      | LM GTE Pro | 3:58,040 | +32,302   | 30     |
| 31  | 56  | BMW Motorsport            | BMW M3 GT2                  | LM GTE Pro | 3:58,426 | +32,688   | 31     |
| 32  | 74  | Corvette Racing           | Chevrolet Corvette C6,R     | LM GTE Pro | 3:59,519 | +33,781   | 32     |
| 33  | 89  | Hankook Team Farnbacher   | Ferrari 458 Italia GTC      | LM GTE Pro | 3:59,519 | +33,781   | 33     |
| 34  | 73  | Corvette Racing           | Chevrolet Corvette C6,R     | LM GTE Pro | 3:59,633 | +33,895   | 34     |
| 35  | 77  | Team Felbermayr-Proton    | Porsche 997 GT3-RSR         | LM GTE Pro | 3:59,662 | +33,924   | 35     |
| 36  | 59  | Luxury Racing             | Ferrari 458 Italia GTC      | LM GTE Pro | 3:59,901 | +34,163   | 36     |
| 37  | 75  | Prospeed Competition      | Porsche 997 GT3-RSR         | LM GTE Pro | 3:59,962 | +34,224   | 37     |
| 38  | 79  | Jota                      | Aston Martin V8 Vantage GT2 | LM GTE Pro | 4:00,747 | +35,009   | 38     |
| 39  | 66  | JMW Motorsport            | Ferrari 458 Italia GTC      | LM GTE Pro | 4:00,890 | +35,152   | 39     |
| 40  | 80  | Flying Lizard Motorsports | Porsche 997 GT3-RSR         | LM GTE Pro | 4:01,024 | +35,286   | 40     |
| 41  | 58  | Luxury Racing             | Ferrari 458 Italia GTC      | LM GTE Pro | 4:01,176 | +35,438   | 41     |
| 42  | 61  | AF Corse SRL              | Ferrari 458 Italia GTE      | LM GTE Am  | 4:01,282 | +35,544   | 42     |
| 43  | 88  | Team Felbermayr-Proton    | Porsche 997 GT3-RSR         | LM GTE Pro | 4:01,752 | +36,014   | 43     |
| 44  | 71  | AF Corse SRL              | Ferrari 458 Italia GTC      | LM GTE Pro | 4:02,216 | +36,478   | 44     |
| 45  | 76  | IMSA Performance Matmut   | Porsche 997 GT3-RSR         | LM GTE Pro | 4:02,548 | +36,810   | 45     |
| 46  | 63  | Proton Competition        | Porsche 997 GT3-RSR         | LM GTE Am  | 4:03,532 | +37,794   | 46     |
| 47  | 81  | Flying Lizard Motorsports | Porsche 997 GT3-RSR         | LM GTE Am  | 4:03,648 | +37,910   | 47     |
| 48  | 70  | Larbre Compétition        | Porsche 997 GT3-RSR         | LM GTE Am  | 4:03,918 | +38,180   | 48     |
| 49  | 83  | JMB Racing                | Ferrari 458 Italia GTE      | LM GTE Am  | 4:04,640 | +38,902   | 49     |
| 50  | 60  | Gulf AMR Middle East      | Aston Martin V8 Vantage GT2 | LM GTE Am  | 4:04,825 | +39,087   | 50     |
| 51  | 57  | Krohn Racing              | Ferrari 458 Italia GTE      | LM GTE Am  | 4:05,211 | +39,473   | 51     |
| 52  | 50  | Larbre Compétition        | Chevrolet Corvette C6,R     | LM GTE Am  | 4:05,955 | +40,217   | 52     |
| 53  | 62  | CRS Racing                | Ferrari 458 Italia GTE      | LM GTE Am  | 4:07,236 | +41,498   | 53     |
| 54  | 65  | Lotus Jetalliance         | Lotus Evora GTE             | LM GTE Pro | 4:07,465 | +41,727   | 54     |
| 55  | 68  | Robertson Racing LLC      | Ford GT-R Mk, VII           | LM GTE Am  | 4:08,208 | +42,470   | 55     |
| 56  | 64  | Lotus Jetalliance         | Lotus Evora GTE             | LM GTE Pro | 4:12,569 | +46,831   | 56     |

## Dirka
Zmagovalci svojega razreda so odebeljeni. Dirkalniki, ki niso prevozili 70% razdalje zmagovalca niso uvrščeni (NC).
| Poz    | Razred    | Št  | Moštvo                             | Dirkači                                                    | Šasija                               | Gume | Krogi |
| Poz    | Razred    | Št  | Moštvo                             | Dirkači                                                    | Motor                                | Gume | Krogi |
| ------ | --------- | --- | ---------------------------------- | ---------------------------------------------------------- | ------------------------------------ | ---- | ----- |
| 1      | LMP1      | 2   | Audi Sport Team Joest              | Marcel Fässler André Lotterer Benoît Tréluyer              | Audi R18 TDI                         | M    | 355   |
| 1      | LMP1      | 2   | Audi Sport Team Joest              | Marcel Fässler André Lotterer Benoît Tréluyer              | Audi TDI 3.7 L Turbo V6 (Diesel)     | M    | 355   |
| 2      | LMP1      | 9   | Team Peugeot Total                 | Sébastien Bourdais Simon Pagenaud Pedro Lamy               | Peugeot 908                          | M    | 355   |
| 2      | LMP1      | 9   | Team Peugeot Total                 | Sébastien Bourdais Simon Pagenaud Pedro Lamy               | Peugeot HDi 3.7 L Turbo V8 (Diesel)  | M    | 355   |
| 3      | LMP1      | 8   | Peugeot Sport Total                | Stéphane Sarrazin Franck Montagny Nicolas Minassian        | Peugeot 908                          | M    | 353   |
| 3      | LMP1      | 8   | Peugeot Sport Total                | Stéphane Sarrazin Franck Montagny Nicolas Minassian        | Peugeot HDi 3.7 L Turbo V8 (Diesel)  | M    | 353   |
| 4      | LMP1      | 7   | Peugeot Sport Total                | Anthony Davidson Alexander Wurz Marc Gené                  | Peugeot 908                          | M    | 351   |
| 4      | LMP1      | 7   | Peugeot Sport Total                | Anthony Davidson Alexander Wurz Marc Gené                  | Peugeot HDi 3.7 L Turbo V8 (Diesel)  | M    | 351   |
| 5      | LMP1      | 10  | Team Oreca-Matmut                  | Nicolas Lapierre Loïc Duval Olivier Panis                  | Peugeot 908 HDi FAP                  | M    | 339   |
| 5      | LMP1      | 10  | Team Oreca-Matmut                  | Nicolas Lapierre Loïc Duval Olivier Panis                  | Peugeot HDi 5.5 L Turbo V12 (Diesel) | M    | 339   |
| 6      | LMP1      | 12  | Rebellion Racing                   | Nicolas Prost Neel Jani Jeroen Bleekemolen                 | Lola B10/60                          | M    | 338   |
| 6      | LMP1      | 12  | Rebellion Racing                   | Nicolas Prost Neel Jani Jeroen Bleekemolen                 | Toyota RV8KLM 3.4 L V8               | M    | 338   |
| 7      | LMP1      | 22  | Kronos Racing Marc VDS Racing Team | Vanina Ickx Bas Leinders Maxime Martin                     | Lola-Aston Martin B09/60             | M    | 328   |
| 7      | LMP1      | 22  | Kronos Racing Marc VDS Racing Team | Vanina Ickx Bas Leinders Maxime Martin                     | Aston Martin 6.0 L V12               | M    | 328   |
| 8      | LMP2      | 41  | Greaves Motorsport                 | Karim Ojjeh Olivier Lombard Tom Kimber-Smith               | Zytek Z11SN                          | D    | 326   |
| 8      | LMP2      | 41  | Greaves Motorsport                 | Karim Ojjeh Olivier Lombard Tom Kimber-Smith               | Nissan VK45DE 4.5 L V8               | D    | 326   |
| 9      | LMP2      | 26  | Signatech Nissan                   | Soheil Ayari Franck Mailleux Lucas Ordoñez                 | Oreca 03                             | D    | 320   |
| 9      | LMP2      | 26  | Signatech Nissan                   | Soheil Ayari Franck Mailleux Lucas Ordoñez                 | Nissan VK45DE 4.5 L V8               | D    | 320   |
| 10     | LMP2      | 33  | Level 5 Motorsports                | Scott Tucker Christophe Bouchut João Barbosa               | Lola B08/80                          | M    | 319   |
| 10     | LMP2      | 33  | Level 5 Motorsports                | Scott Tucker Christophe Bouchut João Barbosa               | HPD HR28TT 2.8 L Turbo V6            | M    | 319   |
| 11     | LMGTE Pro | 73  | Corvette Racing                    | Olivier Beretta Tommy Milner Antonio García                | Corvette C6.R                        | M    | 314   |
| 11     | LMGTE Pro | 73  | Corvette Racing                    | Olivier Beretta Tommy Milner Antonio García                | Corvette 5.5 L V8                    | M    | 314   |
| 12     | LMP2      | 36  | RML                                | Mike Newton Ben Collins Thomas Erdos                       | HPD ARX-01d                          | D    | 314   |
| 12     | LMP2      | 36  | RML                                | Mike Newton Ben Collins Thomas Erdos                       | HPD HR28TT 2.8 L Turbo V6            | D    | 314   |
| 13     | LMGTE Pro | 51  | AF Corse SRL                       | Giancarlo Fisichella Gianmaria Bruni Toni Vilander         | Ferrari 458 GTC                      | M    | 314   |
| 13     | LMGTE Pro | 51  | AF Corse SRL                       | Giancarlo Fisichella Gianmaria Bruni Toni Vilander         | Ferrari 4.5 L V8                     | M    | 314   |
| 14     | LMP2      | 49  | OAK Racing                         | Šindži Nakano Nicolas de Crem Jan Charouz                  | OAK Pescarolo 01                     | D    | 313   |
| 14     | LMP2      | 49  | OAK Racing                         | Šindži Nakano Nicolas de Crem Jan Charouz                  | Judd-BMW HK 3.6 L V8                 | D    | 313   |
| 15     | LMGTE Pro | 56  | BMW Motorsport                     | Andy Priaulx Dirk Müller Joey Hand                         | BMW M3 GT2                           | D    | 313   |
| 15     | LMGTE Pro | 56  | BMW Motorsport                     | Andy Priaulx Dirk Müller Joey Hand                         | BMW 4.0 L V8                         | D    | 313   |
| 16     | LMGTE Pro | 77  | Team Felbermayr-Proton             | Marc Lieb Wolf Henzler Richard Lietz                       | Porsche 997 GT3-RSR                  | M    | 312   |
| 16     | LMGTE Pro | 77  | Team Felbermayr-Proton             | Marc Lieb Wolf Henzler Richard Lietz                       | Porsche 4.0 L Flat-6                 | M    | 312   |
| 17     | LMGTE Pro | 76  | IMSA Performance Matmut            | Raymond Narac Patrick Pilet Nicolas Armindo                | Porsche 997 GT3-RSR                  | M    | 311   |
| 17     | LMGTE Pro | 76  | IMSA Performance Matmut            | Raymond Narac Patrick Pilet Nicolas Armindo                | Porsche 4.0 L Flat-6                 | M    | 311   |
| 18     | LMGTE Pro | 80  | Flying Lizard Motorsports          | Jörg Bergmeister Lucas Luhr Patrick Long                   | Porsche 997 GT3-RSR                  | M    | 310   |
| 18     | LMGTE Pro | 80  | Flying Lizard Motorsports          | Jörg Bergmeister Lucas Luhr Patrick Long                   | Porsche 4.0 L Flat-6                 | M    | 310   |
| 19     | LMP2      | 40  | Race Performance                   | Michel Frey Ralph Meichtry Marc Rostan                     | Oreca 03                             | D    | 304   |
| 19     | LMP2      | 40  | Race Performance                   | Michel Frey Ralph Meichtry Marc Rostan                     | Judd-BMW HK 3.6 L V8                 | D    | 304   |
| 20     | LMGTE Am  | 50  | Larbre Compétition                 | Patrick Bornhauser Julien Canal Gabriele Gardel            | Corvette C6.R                        | M    | 302   |
| 20     | LMGTE Am  | 50  | Larbre Compétition                 | Patrick Bornhauser Julien Canal Gabriele Gardel            | Corvette 5.5 L V8                    | M    | 302   |
| 21     | LMGTE Am  | 70  | Larbre Compétition                 | Christophe Bourret Pascal Gibon Jean-Philippe Belloc       | Porsche 997 GT3-RSR                  | M    | 301   |
| 21     | LMGTE Am  | 70  | Larbre Compétition                 | Christophe Bourret Pascal Gibon Jean-Philippe Belloc       | Porsche 4.0 L Flat-6                 | M    | 301   |
| 22     | LMGTE Pro | 65  | Lotus Jetalliance                  | Jonathan Hirschi Johnny Mowlem James Rossiter              | Lotus Evora GTE                      | M    | 295   |
| 22     | LMGTE Pro | 65  | Lotus Jetalliance                  | Jonathan Hirschi Johnny Mowlem James Rossiter              | Toyota-Cosworth 4.0 L V6             | M    | 295   |
| 23     | LMGTE Pro | 75  | Prospeed Competition               | Marc Goossens Marco Holzer Jaap van Lagen                  | Porsche 997 GT3-RSR                  | M    | 293   |
| 23     | LMGTE Pro | 75  | Prospeed Competition               | Marc Goossens Marco Holzer Jaap van Lagen                  | Porsche 4.0 L Flat-6                 | M    | 293   |
| 24     | LMGTE Pro | 66  | JMW Motorsport                     | Rob Bell Tim Sugden Xavier Maassen                         | Ferrari 458 GTC                      | D    | 290   |
| 24     | LMGTE Pro | 66  | JMW Motorsport                     | Rob Bell Tim Sugden Xavier Maassen                         | Ferrari 4.5 L V8                     | D    | 290   |
| 25     | LMP2      | 35  | OAK Racing                         | Frédéric Da Rocha Patrice Lafargue Andrea Barlesi          | OAK Pescarolo 01                     | D    | 288   |
| 25     | LMP2      | 35  | OAK Racing                         | Frédéric Da Rocha Patrice Lafargue Andrea Barlesi          | Judd-BMW HK 3.6 L V8                 | D    | 288   |
| 26     | LMGTE Am  | 68  | Robertson Racing LLC               | David Robertson Andrea Robertson David Murry               | Ford GT-R Mk. VII                    | M    | 285   |
| 26     | LMGTE Am  | 68  | Robertson Racing LLC               | David Robertson Andrea Robertson David Murry               | Ford 5.0 L V8                        | M    | 285   |
| 27     | LMGTE Am  | 83  | JMB Racing                         | Manuel Rodrigues Jean-Marc Menahem Nicolas Marroc          | Ferrari F430 GTE                     | D    | 272   |
| 27     | LMGTE Am  | 83  | JMB Racing                         | Manuel Rodrigues Jean-Marc Menahem Nicolas Marroc          | Ferrari 4.0 L V8                     | D    | 272   |
| 28 NC  | LMP2      | 44  | Extrême Limite AM Paris            | Fabien Rosier Phillipe Haezebrouck Jean-René De Fournoux   | Norma M200P                          | D    | 247   |
| 28 NC  | LMP2      | 44  | Extrême Limite AM Paris            | Fabien Rosier Phillipe Haezebrouck Jean-René De Fournoux   | Judd-BMW HK 3.6 L V8                 | D    | 247   |
| 29 DNF | LMP1      | 16  | Pescarolo Team                     | Emmanuel Collard Christophe Tinseau Julien Jousse          | Pescarolo 01                         | M    | 305   |
| 29 DNF | LMP1      | 16  | Pescarolo Team                     | Emmanuel Collard Christophe Tinseau Julien Jousse          | Judd GV5 S2 5.0 L V10                | M    | 305   |
| 30 DNF | LMGTE Pro | 55  | BMW Motorsport                     | Augusto Farfus Jörg Müller Dirk Werner                     | BMW M3 GT2                           | D    | 276   |
| 30 DNF | LMGTE Pro | 55  | BMW Motorsport                     | Augusto Farfus Jörg Müller Dirk Werner                     | BMW 4.0 L V8                         | D    | 276   |
| 31 DNF | LMGTE Pro | 74  | Corvette Racing                    | Oliver Gavin Richard Westbrook Jan Magnussen               | Corvette C6.R                        | M    | 211   |
| 31 DNF | LMGTE Pro | 74  | Corvette Racing                    | Oliver Gavin Richard Westbrook Jan Magnussen               | Corvette 5.5 L V8                    | M    | 211   |
| 32 DNF | LMGTE Am  | 81  | Flying Lizard Motorsports          | Seth Neiman Darren Law Spencer Pumpelly                    | Porsche 997 GT3-RSR                  | M    | 211   |
| 32 DNF | LMGTE Am  | 81  | Flying Lizard Motorsports          | Seth Neiman Darren Law Spencer Pumpelly                    | Porsche 4.0 L Flat-6                 | M    | 211   |
| 33 DNF | LMP2      | 48  | Team Oreca-Matmut                  | Alexandre Prémat David Hallyday Dominik Kraihamer          | Oreca 03                             | M    | 200   |
| 33 DNF | LMP2      | 48  | Team Oreca-Matmut                  | Alexandre Prémat David Hallyday Dominik Kraihamer          | Nissan VK45DE 4.5 L V8               | M    | 200   |
| 34 DNF | LMGTE Am  | 63  | Proton Competition                 | Horst Felbermayr, Jr. Horst Felbermayr, Sr. Christian Ried | Porsche 997 GT3-RSR                  | M    | 199   |
| 34 DNF | LMGTE Am  | 63  | Proton Competition                 | Horst Felbermayr, Jr. Horst Felbermayr, Sr. Christian Ried | Porsche 4.0 L Flat-6                 | M    | 199   |
| 35 DNF | LMP1      | 13  | Rebellion Racing                   | Andrea Belicchi Jean-Christophe Boullion Guy Smith         | Lola B10/60                          | M    | 190   |
| 35 DNF | LMP1      | 13  | Rebellion Racing                   | Andrea Belicchi Jean-Christophe Boullion Guy Smith         | Toyota RV8KLM 3.4 L V8               | M    | 190   |
| 36 DNF | LMGTE Am  | 61  | AF Corse SRL                       | Piergiuseppe Perazzini Marco Cioci Seán Paul Breslin       | Ferrari F430 GTE                     | M    | 188   |
| 36 DNF | LMGTE Am  | 61  | AF Corse SRL                       | Piergiuseppe Perazzini Marco Cioci Seán Paul Breslin       | Ferrari 4.0 L V8                     | M    | 188   |
| 37 DNF | LMGTE Pro | 59  | Luxury Racing                      | Stéphane Ortelli Frédéric Makowiecki Jaime Melo            | Ferrari 458 GTC                      | M    | 183   |
| 37 DNF | LMGTE Pro | 59  | Luxury Racing                      | Stéphane Ortelli Frédéric Makowiecki Jaime Melo            | Ferrari 4.5 L V8                     | M    | 183   |
| 38 DNF | LMGTE Pro | 71  | AF Corse                           | Robert Kauffman Michael Waltrip Rui Águas                  | Ferrari 458 GTC                      | M    | 178   |
| 38 DNF | LMGTE Pro | 71  | AF Corse                           | Robert Kauffman Michael Waltrip Rui Águas                  | Ferrari 4.5 L V8                     | M    | 178   |
| 39 DNF | LMGTE Pro | 88  | Team Felbermayr-Proton             | Nick Tandy Abdulaziz Al-Faisal Bryce Miller                | Porsche 997 GT3-RSR                  | M    | 169   |
| 39 DNF | LMGTE Pro | 88  | Team Felbermayr-Proton             | Nick Tandy Abdulaziz Al-Faisal Bryce Miller                | Porsche 4.0 L Flat-6                 | M    | 169   |
| 40 DNF | LMP2      | 42  | Strakka Racing                     | Nick Leventis Danny Watts Jonny Kane                       | HPD ARX-01d                          | M    | 144   |
| 40 DNF | LMP2      | 42  | Strakka Racing                     | Nick Leventis Danny Watts Jonny Kane                       | HPD HR28TT 2.8 L Turbo V6            | M    | 144   |
| 41 DNF | LMGTE Am  | 60  | Gulf AMR Middle East               | Fabien Giroix Roald Goethe Michael Wainright               | Aston Martin Vantage GT2             | D    | 141   |
| 41 DNF | LMGTE Am  | 60  | Gulf AMR Middle East               | Fabien Giroix Roald Goethe Michael Wainright               | Aston Martin 4.5 L V8                | D    | 141   |
| 42 DNF | LMP2      | 39  | PeCom Racing                       | Luís Pérez Companc Matías Russo Pierre Kaffer              | Lola B11/40                          | M    | 139   |
| 42 DNF | LMP2      | 39  | PeCom Racing                       | Luís Pérez Companc Matías Russo Pierre Kaffer              | Judd-BMW HK 3.6 L V8                 | M    | 139   |
| 43 DNF | LMGTE Pro | 89  | Hankook-Team Farnbacher            | Dominik Farnbacher Allan Simonsen Leh Keen                 | Ferrari 458 GTC                      | H    | 137   |
| 43 DNF | LMGTE Pro | 89  | Hankook-Team Farnbacher            | Dominik Farnbacher Allan Simonsen Leh Keen                 | Ferrari 4.5 L V8                     | H    | 137   |
| 44 DNF | LMGTE Pro | 58  | Luxury Racing                      | Anthony Beltoise François Jakubowski Pierre Thiriet        | Ferrari 458 GTC                      | M    | 136   |
| 44 DNF | LMGTE Pro | 58  | Luxury Racing                      | Anthony Beltoise François Jakubowski Pierre Thiriet        | Ferrari 4.5 L V8                     | M    | 136   |
| 45 DNF | LMGTE Pro | 64  | Lotus Jetalliance                  | Oskar Slingerland Martin Rich John Hartshorne              | Lotus Evora GTE                      | M    | 126   |
| 45 DNF | LMGTE Pro | 64  | Lotus Jetalliance                  | Oskar Slingerland Martin Rich John Hartshorne              | Toyota-Cosworth 4.0 L V6             | M    | 126   |
| 46 DNF | LMGTE Am  | 57  | Krohn Racing                       | Tracy Krohn Nic Jönsson Michele Rugolo                     | Ferrari F430 GTE                     | D    | 123   |
| 46 DNF | LMGTE Am  | 57  | Krohn Racing                       | Tracy Krohn Nic Jönsson Michele Rugolo                     | Ferrari 4.0 L V8                     | D    | 123   |
| 47 DNF | LMP1      | 24  | OAK Racing                         | Richard Hein Jacques Nicolet Jean-François Yvon            | OAK Pescarolo 01                     | D    | 119   |
| 47 DNF | LMP1      | 24  | OAK Racing                         | Richard Hein Jacques Nicolet Jean-François Yvon            | Judd DB 3.4 L V8                     | D    | 119   |
| 48 DNF | LMP1      | 1   | Audi Sport Team Joest              | Timo Bernhard Romain Dumas Mike Rockenfeller               | Audi R18 TDI                         | M    | 116   |
| 48 DNF | LMP1      | 1   | Audi Sport Team Joest              | Timo Bernhard Romain Dumas Mike Rockenfeller               | Audi TDI 3.7 L Turbo V6 (Diesel)     | M    | 116   |
| 49 DNF | LMP1      | 5   | Hope Racing                        | Steve Zacchia Jan Lammers Casper Elgaard                   | Oreca 01                             | M    | 115   |
| 49 DNF | LMP1      | 5   | Hope Racing                        | Steve Zacchia Jan Lammers Casper Elgaard                   | Swiss HyTech 2.0 L Hybrid Turbo I4   | M    | 115   |
| 50 DNF | LMGTE Am  | 62  | CRS Racing                         | Pierre Ehret Shaun Lynn Roger Wills                        | Ferrari F430 GTE                     | M    | 84    |
| 50 DNF | LMGTE Am  | 62  | CRS Racing                         | Pierre Ehret Shaun Lynn Roger Wills                        | Ferrari 4.0 L V8                     | M    | 84    |
| 51 DNF | LMP1      | 15  | OAK Racing                         | Guillaume Moreau Pierre Ragues Tiago Monteiro              | OAK Pescarolo 01                     | D    | 80    |
| 51 DNF | LMP1      | 15  | OAK Racing                         | Guillaume Moreau Pierre Ragues Tiago Monteiro              | Judd DB 3.4 L V8                     | D    | 80    |
| 52 DNF | LMGTE Pro | 79  | Jota                               | Sam Hancock Simon Dolan Chris Buncombe                     | Aston Martin Vantage GT2             | D    | 74    |
| 52 DNF | LMGTE Pro | 79  | Jota                               | Sam Hancock Simon Dolan Chris Buncombe                     | Aston Martin 4.5 L V8                | D    | 74    |
| 53 DNF | LMP1      | 20  | Quifel-ASM Team                    | Miguel Amaral Olivier Pla Warren Hughes                    | Zytek 09SC                           | D    | 48    |
| 53 DNF | LMP1      | 20  | Quifel-ASM Team                    | Miguel Amaral Olivier Pla Warren Hughes                    | Zytek ZG348 3.4 L V8                 | D    | 48    |
| 54 DNF | LMP1      | 3   | Audi Sport North America           | Tom Kristensen Rinaldo Capello Allan McNish                | Audi R18 TDI                         | M    | 14    |
| 54 DNF | LMP1      | 3   | Audi Sport North America           | Tom Kristensen Rinaldo Capello Allan McNish                | Audi TDI 3.7 L Turbo V6 (Diesel)     | M    | 14    |
| 55 DNF | LMP1      | 007 | Aston Martin Racing                | Stefan Mücke Darren Turner Christian Klien                 | Aston Martin AMR-One                 | M    | 4     |
| 55 DNF | LMP1      | 007 | Aston Martin Racing                | Stefan Mücke Darren Turner Christian Klien                 | Aston Martin 2.0 L Turbo I6          | M    | 4     |
| 56 DNF | LMP1      | 009 | Aston Martin Racing                | Harold Primat Adrián Fernández Andy Meyrick                | Aston Martin AMR-One                 | M    | 2     |
| 56 DNF | LMP1      | 009 | Aston Martin Racing                | Harold Primat Adrián Fernández Andy Meyrick                | Aston Martin 2.0 L Turbo I6          | M    | 2     |